# Atelierwoning (Warffum)

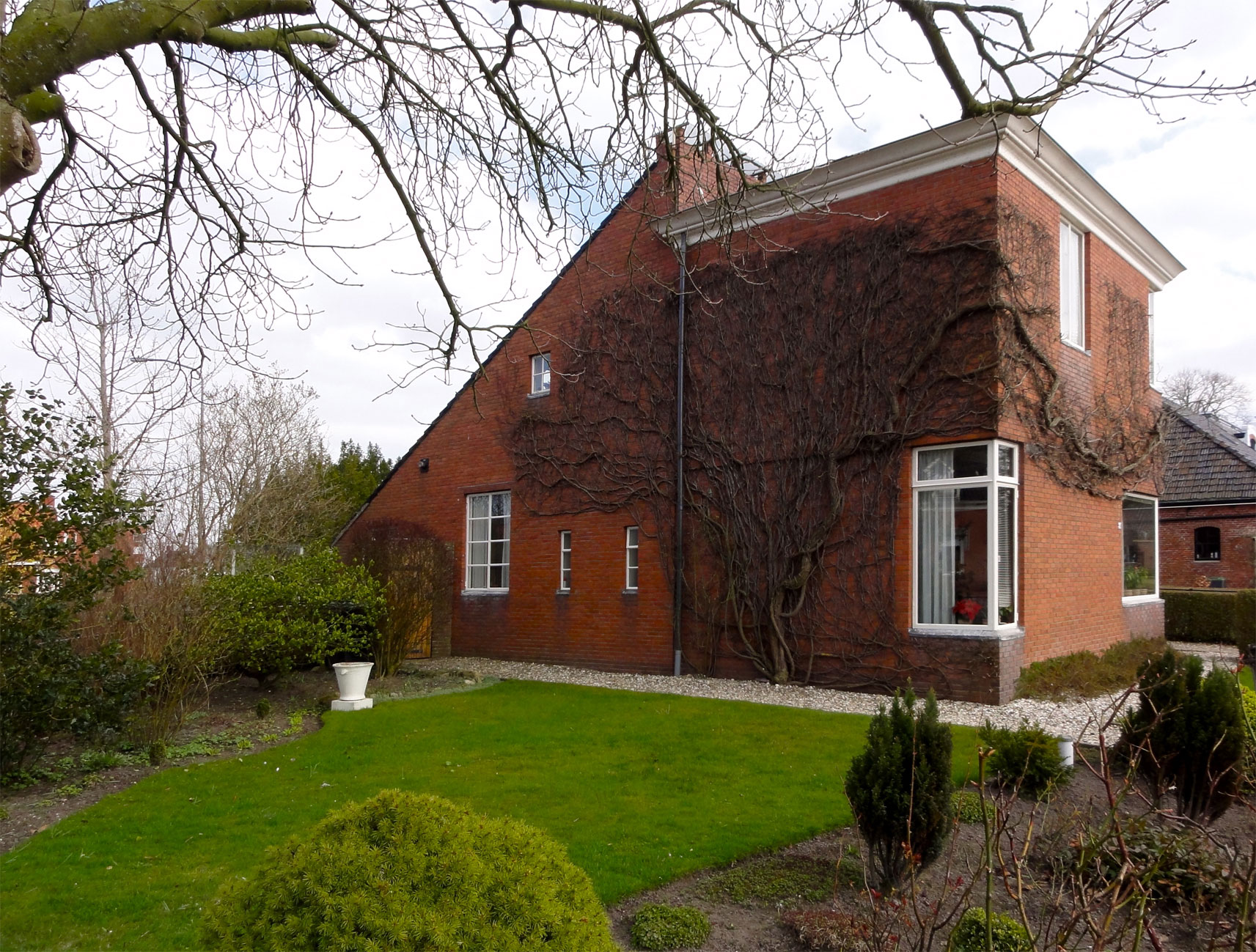
De door Job Hansen ontworpen atelierwoning van Kleima in Warffum

De atelierwoning aan de Oosterstraat 58 in het Groningse Warffum werd in 1930 ontworpen door de architect Job Hansen in opdracht van de kunstschilder Ekke Kleima, die evenals Hansen lid was van het Groninger kunstenaarscollectief De Ploeg.

## Beschrijving
Het pand is gelegen op de hoek van de Oosterstraat en de Oostervalge in Warffum. Het huis is ontworpen in een aan het functionalisme verwante stijl, waarbij gebruik is gemaakt van strakke geometrische vormen. Het ene deel van het huis is opgebouwd met rechthoekige vlakken en het andere deel met trapeziumvormen. Het rechthoekige deel heeft een platdak. De kroonlijst vormt een traditioneel element in het ontwerp. Aan de zuidoostzijde (niet zichtbaar op de afbeelding) bevindt zich de garage onder een lessenaarsdak. Het trapziumvormige deel van het huis heeft eveneens een lessenaarsdak met een strook glasplaten voor de lichtinval in het schildersatelier.
De woning is erkend als rijksmonument onder meer vanwege de gaafheid, de karakteristieke ligging, het materiaalgebruik, de zakelijke vormgeving en de ingevlochten traditionele elementen en als voorbeeld van dergelijke woningen en van het oeuvre van Job Hansen.